# 요시프 라도셰비치
요시프 라도셰비치(크로아티아어: Josip Radošević, 1994년 4월 3일 ~ )는 현재 브뢴뷔에서 뛰는 크로아티아의 축구 선수다.